# Cocaína negra
La cocaína negra, también conocido como coca negra, es una mezcla regular de pasta base de cocaína o clorhidrato de cocaína con varias otras sustancias.

## Desarrollo
Estas otras sustancias se agregan:
- para camuflar la apariencia típica (pigmentos y tintes, por ejemplo, carbón)[1]
- interferir con las pruebas de drogas basadas en color (mezclar tiocianatos y sales de hierro o sales de cobalto forman complejos de color rojo profundo en solución),[1]
- para hacer que la mezcla sea indetectable con perros que olfatean drogas (el carbón activado puede absorber olores trazas).[1]

## Medio de tráfico
Dado que el resultado suele ser negro, generalmente se contrabandea como tóner, polvo de huellas dactilares, fertilizante, pigmento o molduras de metal. La base de cocaína pura se puede recuperar de la mezcla mediante extracción (base libre) o extracción ácido-base (clorhidrato) utilizando disolventes orgánicos comunes, como la acetona.
A mediados de la década de 1980 el dictador Augusto Pinochet ordenó a su ejército para construir un laboratorio de cocaína clandestina en Chile, donde los químicos mezclan la cocaína con otras sustancias químicas para producir lo que el ex alto asesor de Pinochet General Manuel Contreras describió como "la cocaína negra" capaz de ser pasado de contrabando a través de agentes de drogas en los Estados Unidos y Europa.
La cocaína negra se detectó en Bogotá, Colombia en mayo de 1998.
En 2008, la policía descubrió un nuevo tipo de cocaína negra en España. Había sido fabricado en láminas parecidas a caucho y convertido en equipaje.